# Riskanalys
Riskanalys (oftast synonymt med säkerhetsanalys och riskvärdering), handlar om att systematiskt använda sig av tillgänglig information för att beskriva och beräkna risker med ett visst givet system. Med hjälp av riskanalys bedöms sannolikheter för olika oönskade händelser och dess konsekvenser. Med det som underlag kan beslut tas och åtgärder vidtas i syfte att minimera dessa risker, som kan vara på lång eller kort sikt. Riskanalys kan göras med hjälp av många olika metoder, som kan vara kvalitativa, semikvantitativa eller kvantitativa.
Exempel på metoder är: 

- PHA (Preliminary Hazard Identification)
- PSA (probabilistisk säkerhetsanalys]
- Ändringsanalys
- Failure modes and effects analysis
- FMECA
- Hazid (Hazard Identification)
- Hazop
- What-If
- Grovanalys
- QRA (Quantitative Risk Analysis)
- Minirisk